# Echinochalina isaaci
Echinochalina isaaci är en svampdjursart som beskrevs av Hooper 1996. Echinochalina isaaci ingår i släktet Echinochalina och familjen Microcionidae. Inga underarter finns listade i Catalogue of Life.